# Macroplea
Macroplea là một chi bọ cánh cứng trong họ Chrysomelidae.
Chi này được miêu tả khoa học năm 1819 bởi Samouelle.

## Các loài
Các loài trong chi này gồm:
- Macroplea appendiculata Panzer, 1794
- Macroplea flagellata (Askevold, 1988)
- Macroplea minnesotensis (Askevold, 1988)
- Macroplea mutica Fabricius, 1792
- Macroplea pubipennis Reuter, 1875
- Macroplea skomorokhovi Medvedev, 2006